# Butch Leitzinger
Pour les articles homonymes, voir Butch.
Butch Leitzinger, né le 28 février 1969 à Homestead, Comté d'Allegheny (Pennsylvanie), est un pilote automobile américain. Il est un des pilotes officiels de l'écurie Alex Job Racing dans les courses d'endurance en American Le Mans Series et il participe aussi ponctuellement au Rolex Sports Car Series.

## Biographie
Après avoir remporté trois fois les 24 Heures de Daytona en 1994, 1997 et 1999, il participa au 24 Heures du Mans avec Panoz, Cadillac et surtout Bentley avec qui il gagne deux fois la catégorie LMGTP en 2001 et 2002.
C'est au volant d'une Riley & Scott Mk III du Dyson Racing qu'il remporte avec Elliott Forbes-Robinson le United States Road Racing Championship en 1999.
En 2003, il remporte le Grand Prix de Sonoma.
En 2010, il pilote un Porsche 997 GT3 du Alex Job Racing dans la catégorie GTC des American Le Mans Series 2010.

## Résultats aux 24 Heures du Mans
| Année | Voiture                   | Équipe             | Équipiers                        | Résultat |
| ----- | ------------------------- | ------------------ | -------------------------------- | -------- |
| 1997  | Panoz Esperante GTR-1     | David Price Racing | Andy Wallace / James Weaver      | Abandon  |
| 1999  | Panoz LMP-1 Roadster-S    | Panoz Motorsports  | David Brabham / Éric Bernard     | 7e       |
| 2000  | Cadillac Northstar LMP-01 | Team Cadillac      | Franck Lagorce / Andy Wallace    | 21e      |
| 2001  | Bentley EXP Speed 8       | Team Bentley       | Andy Wallace / Eric van de Poele | 3e       |
| 2002  | Bentley EXP Speed 8       | Team Bentley       | Andy Wallace / Eric van de Poele | 4e       |
| 2003  | Ferrari 360 Modena GT     | Risi Competizione  | Shane Lewis / Johnny Mowlem      | Abandon  |